# Acalypha variegata
Acalypha variegata är en törelväxtart som beskrevs av Henry Hurd Rusby. Acalypha variegata ingår i släktet akalyfor, och familjen törelväxter. Inga underarter finns listade i Catalogue of Life.